# Къстър (окръг, Колорадо)
Вижте пояснителната страница за други значения на Къстър.
Окръг Къстър (на английски: Custer County) е окръг в щата Колорадо, Съединени американски щати. Площта му е 1917 km², а населението - 4874 души (2017). Административен център е град Уестклиф.